# 1383 w polityce

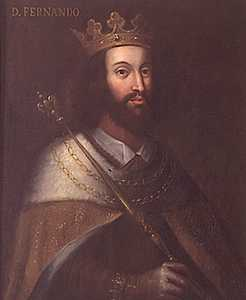
Ferdynand I Burgundzki

Wydarzenia polityczne w 1383 roku.

## Wydarzenia
- 16 czerwca zawarto traktat portugalsko-angielski[1].

## Zmarli
- 22 października Ferdynand I Burgundzki, król Portugalii[2][1].